# Bibliothèque métropolitaine de Séoul

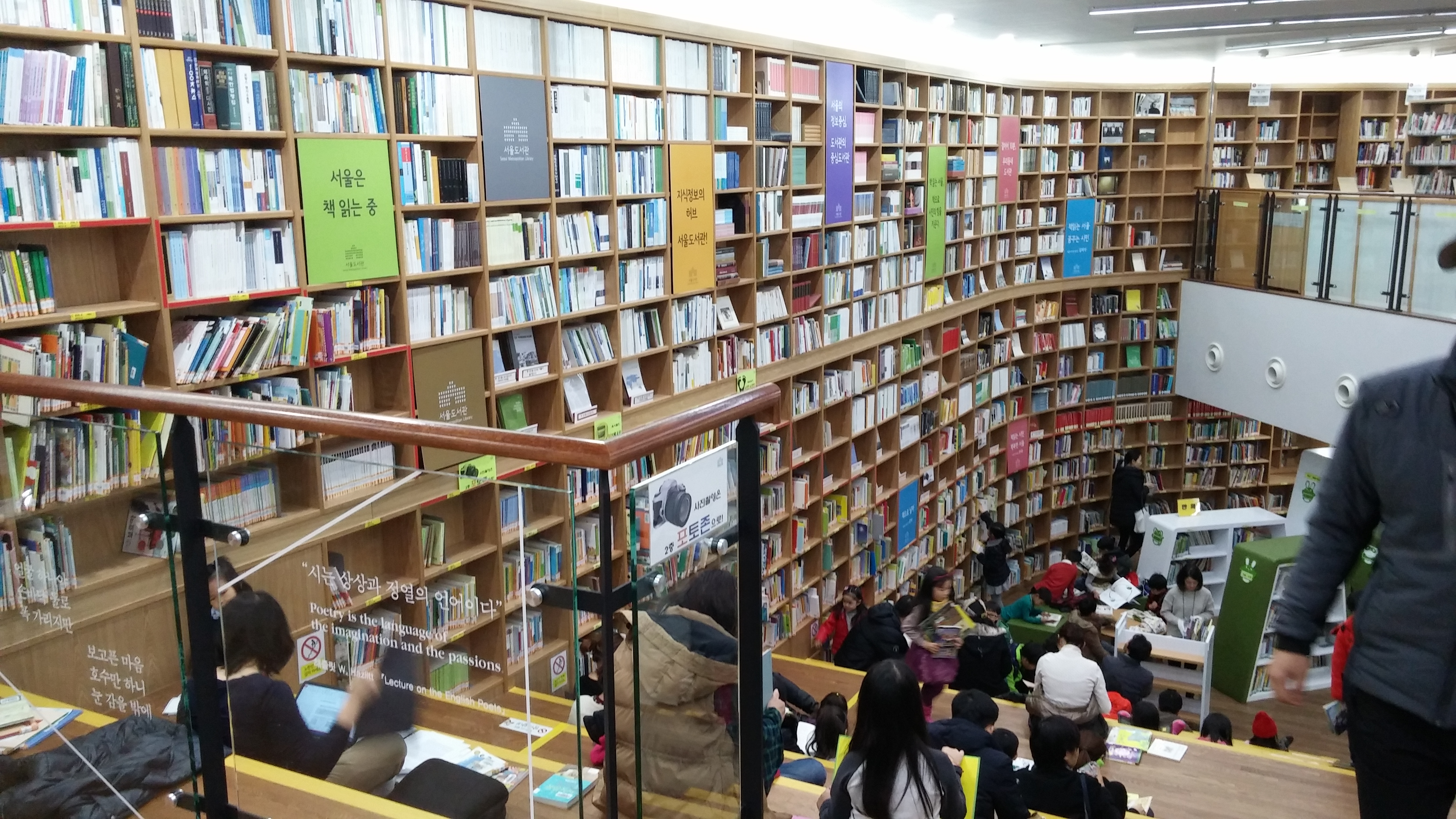
Intérieur.

La bibliothèque métropolitaine de Séoul (서울도서관) est située dans le quartier de Taepyeongno (en) de l'arrondissement de Jung-gu à Séoul en Corée  du Sud. Elle fait face à l'hôtel de ville et à la place Seoul Plaza, à côté de la station de métro Hôtel de Ville sur la ligne 1 du métro de Séoul.

## Histoire
Le bâtiment est construit pour la première fois par le gouverneur-général de Corée en 1926 pendant l'occupation japonaise. Inscrit comme bien culturel n° 52, il sert initialement de siège au gouverneur-général de Corée. À la fin de la troisième bataille de Séoul en 1951, pendant la guerre de Corée, les troupes communistes chinoises et nord-coréennes sont victorieuses et chassent les forces américaines et onusiennes de la ville avant de traverser Séoul en ruine jusqu'au bâtiment et de planter un drapeau de la Corée du Nord sur son toit par un peloton de l'armée des volontaires du peuple chinois.
Après la fin de la guerre, le bâtiment sert d'hôtel de ville de Séoul et est agrandi à six reprises. Le bâtiment principal est un bien culturel enregistré de la République de Corée. Le bâtiment Nord date de 1962 et le nouveau bâtiment de 1986. Tous deux sont démolis en 2006 pour faire place à la construction d'un nouvel hôtel de ville.
Les plans originaux prévoient que le bâtiment historique soit rasé et remplacé par un nouveau plus moderne, mais le soutien à sa préservation met un terme au projet de sa démolition. Le Comité des biens culturels, relevant de l'Administration du patrimoine culturel, classe le bâtiment comme monument historique. Finalement, un compromis est trouvé, préservant le bâtiment avant, faisant face à la place Seoul Plaza et permettant la construction d'un bâtiment moderne derrière l'ancien.
Une grande horloge numérique pour le bâtiment est installée en 1975 et remplacée par une horloge analogique pendant le mandat de Lee Myung-bak comme maire de Séoul. À la suite d'un concours pour un nouvel hôtel de ville, le bâtiment est transformé en bibliothèque avec une collection de plus de 200 000 livres,.

## Transports publics
- Ligne 1 du métro de Séoul
- Ligne 2 du métro de Séoul